# Pilea pyrrhotricha
Pilea pyrrhotricha är en nässelväxtart som beskrevs av Friedrich Anton Wilhelm Miquel. Pilea pyrrhotricha ingår i släktet pileor, och familjen nässelväxter. Inga underarter finns listade i Catalogue of Life.